# LilCouleur
LilCouleur（リルクルール）は、日本の女性アイドルグループ。愛称はリルクル。
グループ名は、英語で小さいを意味する接頭辞Lilと、フランス語で色を意味する名詞Couleurを組み合わせたものである。

## 来歴
- 2010年
  - 中島友紀、鈴波どれみ、椎名愛ら、ライブ配信サイトスティッカムで配信していた素人の女の子を中心に、ステ＠どぉorz結成（1期生）。

- 2011年
  - 1月26日、ステ＠どぉorzとして、シングル「見つめて☆キャプチャー -リア充禁止条例-」でデビュー。
  - 2月11日 痛ロード 声優・アイドルピット・ステージ-第1回公開オーディションライブ（新宿HOLIDAY）
  - 4月2日 痛ロード 声優・アイドルピット・ステージ-第2回公開オーディションライブ（渋谷MILKYWAY）
  - 5月2日、3日 ニコ生公式「痛ロード・フェスティバル in FUJI SPEEDWAY」。高島由夢が正式加入。
  - 10月23日 The World's Grandest Party of Lolita-世界で最も偉大なロリータのパーティ- in 砂沼フレンドリーフェスティバル（モデルとして高島由夢、椎名愛、中島友紀が参加）
  - 10月26日、シングル「278mphデジタルラブ」発売と同時に、ステ＠どぉorzからLilCouleurに改名。

- 2012年
  - 2月5日 ニコ生公式「乙女衣装図鑑Presents魔法の国のアリス-ALICE IN MAGICALLAND- ライブ＆ファッションショー in ニコファーレ」（モデルとして高島由夢が参加）
  - 3月18日 あにスタ（渋谷公会堂）にて、LilCouleurとして初のライブ。
  - 10月2日、ニコ生、USTREAMの番組「私たち、あなたのお気に入りになれますか？」にて、新メンバー2名（白取あかり、若松由莉）の正式加入が発表された（2期生）。

- 2013年
  - 高島由夢、白取あかりが脱退し、4人体制となる。
  - 5月、MACH TV「りるく部屋-ルーム-」（スティッカム、USTREAM）放送開始。
  - 6月27日、レインボータウンエフエム放送の番組「東京スカイラジオ」にゲスト出演（USTREAMにて映像配信もあり）
  - 6月29日、すみだ環境フェア2013
  - 6月30日、インドネシア協会にてライブ。
  - 7月4日、椎名愛が「東京スカイラジオ」第1木曜日のレギュラーパーソナリティとなる。
  - 7月20日、ガールズサーキットライブ（原宿クエストホール）
  - 7月27日、ウタ娘ライブ（赤坂GENKI劇場）
  - 7月30日、8月2日、13日、アイドル甲子園（横浜BLITZ）
  - 8月11日、ガールズサーキットライブ（横浜赤レンガ倉庫ホール）にて、長島瑞穂が加入し、5人体制となる。
  - 10月12日、中野にぎわいフェスタ2013
  - 10月20日、北京で開催された国際動漫博覧会にて、鈴波どれみ、若松由莉の2名がライブ。
  - 12月1日、東京三大タワーまつり
  - 12月23日、「りるく部屋-ルーム-」クリスマススペシャルにて、汐美茉琴の加入が発表される。

- 2014年
  - 1月9日、「東京スカイラジオ」のパーソナリティーが椎名愛から汐美茉琴に交代。
  - 3月23日、つくば国際エクスチェンジでのライブにて椎名愛が卒業、汐美茉琴が初参加。
  - 4月26日、MACH TV「りるく部屋-ルームNEO」にて、田中さえの加入が発表され、6人体制に。
  - 5月1日、この日の放送で、汐美茉琴が「東京スカイラジオ」のパーソナリティーを卒業。
  - 7月22日、ニコニコ動画にてMACH Channelを開設。
  - 7月24日、映画『龍帝 -DRAGON EMPEROR-』にメンバー全員が出演することが発表される。
  - 7月26日、りるく部屋-ルーム-NEOがニコニコ生放送で配信される。
  - 7月27日、ディファ有明にて東京アイドルゲート"PURE"に出演。
  - 8月9日、初台ドアーズにてjewel*mariee主催『夏！夏！夏だょ？J*Mの本気の夏』に出演。
  - 9月7日、映画『龍帝 -DRAGON EMPEROR-』メインキャストお披露目パーティーに出演。
  - 9月20日、ディファ有明にて東京アイドルゲート"PURE"vol.2に出演。

- 2015年
  - 1月18日、新宿OREBAKOにて初の主催・単独ライブ『りるくリュージョン』を開催。同ライブで長島瑞穂が卒業。現在の5人体制となる。
  - 2月28日、LilCouleur主演の魔法少女特撮ドラマ「魔光彩戦リルクル」の撮影が宣言される。
  - 4月23日、りるく部屋-ルーム-NEO-の放送が土曜日から木曜日に変更される。
  - 5月6日、以降は毎週木曜日の放送となる。
  - 5月23日、しもきたCINEMA2015春 映画『龍帝 -DRAGON EMPEROR-』スペシャルトークショーに出演。
  - 7月17日、映画『龍帝 -DRAGON EMPEROR-』限定完成披露試写会に出演。
  - 8月27日、りるくルームNEOの放送を以て活動休止。

## メンバー
| 名前                       | 出身地   | イメージカラー | 備考                  |
| -------------------------- | -------- | -------------- | --------------------- |
| 鈴波どれみ すずなみ どれみ | 福岡県   | ブルー         | 1期生                 |
| 中島友紀 なかしま ゆうき   | 鹿児島県 | レッド         | 1期生、三代目リーダー |
| 若松由莉 わかまつ ゆり     | 鹿児島県 | グリーン       | 2期生                 |
| 汐美茉琴 しおみ まこと     | 埼玉県   | イエロー       | 3期生                 |
| 田中さえ たなか さえ       | 非公開   | パープル       | 3期生                 |

### 旧メンバー (LilCouleur)
| 名前                       | 出身地 | イメージカラー | 備考                  |
| -------------------------- | ------ | -------------- | --------------------- |
| 高島由夢 たかしま ゆめ     | 岩手県 | ピンク         | 1期生、初代リーダー   |
| 白取あかり しらとり あかり | 不明   | オレンジ       | 2期生                 |
| 椎名愛 しいな あい         | 東京都 | パープル       | 1期生、二代目リーダー |
| 長島瑞穂 ながしま みずほ   | 大阪府 | オレンジ       | 2.5期生               |

### 旧メンバー（ステ＠どぉorz）
| 名前         | 備考                  |
| ------------ | --------------------- |
| ころも       | ステ＠どぉorzリーダー |
| rina... りな |                       |
| ことか       |                       |

## ディスコグラフィー

### シングル
ステ＠どぉorz 名義
1. 見つめて☆キャプチャー -リア充禁止条例-
2011年1月26日発売
クラウン徳間ミュージック販売株式会社
YZXL-5027

LilCouleur 名義
1. 278mphデジタルラブ（1stマキシシングル）
2011年10月26日発売
クラウン徳間ミュージック販売株式会社
YZXL-5035
【収録楽曲】
  1. 278mphデジタルラブ
  2. 見つめて☆キャプチャーVer2.0
  3. 278mphデジタルラブ (Instrumental）
  4. 見つめて☆キャプチャーVer2.0 (Instrumental）

【タイアップ】
  - 日本テレビ「ポシュレデパート深夜店」2011年12月のオープニングテーマ
  - 日本テレビ「ゲーマーズTV夜遊び三姉妹」2012年1月のエンディングテーマ

## ラジオ
- 東京スカイラジオ（レインボータウンエフエム放送）
  - 2013年6月27日、ゲストとしてLilCouleurが出演。
  - 2013年7月-12月、パーソナリティとして椎名愛が出演。
  - 2014年1月-5月、パーソナリティとして汐美茉琴が出演。

## WEB
- MACH TV「りるく部屋-ルーム-」（2013年5月-12月、スティッカム、USTREAM）
- MACH TV「りるく部屋-ルームNEO」（2014年2月-、スティッカム、USTREAM）
- MACH TV「LilCRoom NEO」（2014年7月26日-2015年8月27日、ニコニコ生放送）